# Buliminoididae
Buliminoididae es una familia de foraminíferos bentónicos de la superfamilia Glabratelloidea, del suborden Rotaliina y del orden Rotaliida. Su rango cronoestratigráfico abarca desde el Oligoceno hasta la Actualidad.

## Clasificación
Buliminoididae incluye a los siguientes géneros:
- Buliminoides
- Elongobula †
- Fredsmithia

Otros géneros considerados en Buliminoididae son:
- Fredsmithoides, aceptado como Fredsmithia